# 웨스트 혜성
웨스트 혜성(영어: Comet West, C/1975 V1)은 장주기 혜성 중 하나이다. 지구 최 근접거리 7,500만 마일, 궤도주기 55만 8300년(최고 650만 년), 최대속도 시속 33만 7600km이다. 아마추어 천문학자인 존 라보데(John Laborde)가 1976년 3월 9일에 찍은 사진에 의하면, 웨스트혜성은 푸른색과 흰색의 2개의 꼬리를 가지고 있다.
최대 밝기는 -3등성으로, 1965년의 이케야-세키 혜성 이후 처음으로 대낮에도 볼 수 있었다. 그러나 이렇게 밝았음에도 불구하고, 공공에는 별로 알려지지 않았는데, 이는 1973년 코후테크 혜성의 밝기 예측이 실패했기 때문인 것으로 보인다. 실제로 코후테크 혜성은 발견 당시에는 -10등성 정도로 빛날 것으로 예상되었으나, 실제 밝기는 -3등성이었다. 웨스트 혜성은 근일점 때 최저고도 6.4도를 기록했다. 1976년 2월 25일부터 2월 27일까지는 대낮에도 볼 수 있었기에, 천문학자들이 낮에 이 혜성을 연구하기 충분했다.
웨스트 혜성은 원일점이 매우 먼 혜성 중 하나로, 원일점 값은 무려 ~70,000AU, 거의 1.1광년에 달한다. 같은 성질의 또다른 혜성으로는 아렌드 로랑 혜성이 있는데, 원일점은 ~90,000AU, 약 1.4광년에 달한다.

## 주해
1. ↑  이는 예측값(-10등성)보다 약 1200배나 어두운 값이다.